# Гільєрмо Арельяно
Гільєрмо Арельяно Морага (ісп. Guillermo Arellano Moraga; 21 серпня 1908, Сантьяго, Чилі — 16 лютого 1999, там же) — чилійський футболіст, що грав на позиції нападника, зокрема, за клуб «Коло-Коло», а також національну збірну Чилі.

## Клубна кар'єра
У дорослому футболі дебютував виступами за команду клубу «Коло-Коло», за який відіграв протягом 8 сезонів.
1933 року перейшов до клубу «Сантьяго Морнінг», а наступного 1934 року перейшов до клубу «Депортес Магальянес», за який відіграв 1 сезон. Завершив професійну кар'єру футболіста у тому ж 1934 році.
Помер 16 лютого 1999 року на 91-му році життя у місті Сантьяго.

## Виступи за збірну
1930 року дебютував в офіційних матчах у складі національної збірної Чилі. Протягом кар'єри у національній команді провів у її формі 1 матч проти Аргентини (1:3) на чемпіонаті світу 1930 в Уругваї.